# Ecouri din tenebre 2
Ecouri din tenebre 2 (titlu original: Stir of Echoes: The Homecoming) este un film american de televiziune, supranatural de groază, din 2007 regizat de Ernie Barbarash. Rolurile principale au fost interpretate de actorii Rob Lowe, Marnie McPhail și Ben Lewis. A fost produs de Lions Gate Entertainment și  a avut premiera pe Sci Fi Channel la 11 august 2007. Numit inițial The Dead Speak, este continuarea filmului din 1999, Ecouri din tenebre. A fost lansat pe DVD ca Stir of Echoes 2.

## Distribuție
- Rob Lowe - Ted Cogan
- Marnie McPhail - Molly Cogan
- Katya Gardner - April
- Zachary Bennett - Jake Witzky
- Ben Lewis - Max Cogan
- Tatiana Maslany - Sammi
- Shawn Roberts - Luke
- Vik Sahay - Farzan
- Colin Williams - Drexel
- Pj Lazic - Nunez
- Krista Sutton - Tessa
- Neil Crone - Gary
- Elias Zarou - Iraqi Officer
- Nicholas Carella - Kablinsky
- Cristine Prosperi — Iraqi Girl
- Jason Mercury - Translator
- Bill Lake - Colonel
- Shari Hollett - Army Doctor
- Greer Kent - Administrator
- Mike 'Nug' Nahrgang - Security Guard
- Eugene Clark - Older Vet
- Lucy Filippone - Latina Woman
- Mikayla Serena Alpas - Little Carlita
- Jasmin Geljo - Maintenance Man
- George Buza - Albino Man
- Grace Lynn Kung - Friendly Nurse
- Kim Roberts - Head Nurse
- Anne Tager Page - Old Lady Alice